# 起爆電橋線型雷管
起爆電橋線型雷管(きばくでんきょうせんがたらいかん 英語:Exploding Bridge Wire detonator、略称:EBW)とは、マンハッタン計画の一部として、1940年代にロスアラモス国立研究所で爆縮レンズ用に極めて正確に作動する雷管としてルイス・アルヴァレズとローレンス H. ジョンストンによって開発された。

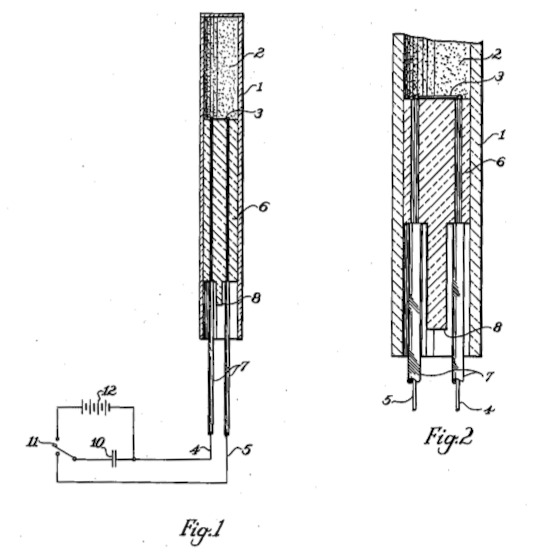
起爆電橋線型雷管の特許からの図

原子爆弾に使用する爆縮レンズは数十マイクロ秒以下の誤差で正確に起爆する必要があったが、普通の電気雷管では電熱線の加熱によって点火薬を発火させていたため、通電から起爆まで200～300ミリ秒もかかり、通電から起爆までに100ミリ秒以上の誤差があった。衝撃波は1ミリ秒につき7～8メートルも進むため、僅か1ミリ秒の誤差でもプルトニウムがバラバラになって飛び散り、核分裂は起きないため原子爆弾には使えなかった。そのため、新たな方式の起爆装置を開発する必要に迫られて、新型雷管が開発されることになった。このような事情から、新型雷管には誤差0.1マイクロ秒以下の精度が要求された。
起爆電橋線(bridge wire)に通電して起爆するという点では従来型と同じように見えるがその原理は異なっている。
起爆原理は電熱線への通電による点火薬の加熱ではなく、瞬間的な大電流によって電線そのものを爆発させることで点火薬を発火させる。
電線には高純度の金またはプラチナが使用され、その大きさは直径0.02-0.05mm、長さ1mmと極微小で精密だった。

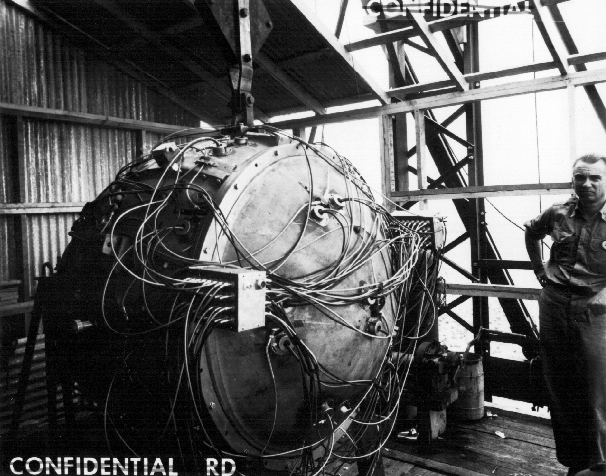
世界初の原子爆弾ガジェット、起爆電橋線型雷管とそこから延びる電線に覆われている。

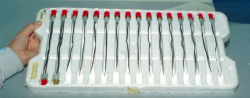
トレイ上に並べられた起爆電橋線型雷管

最終的な精度は0.025マイクロ秒にまで高められたと言われている。
欠点として、起爆させるためには従来の電気雷管とは比べ物にならないほど、極めて大きな電源を必要とする。
起爆電源のために、5キロボルト1000アンペアの大型のスイッチ機構と1マイクロファラッドの低インダクタンス高圧オイルコンデンサが用意された。
この雷管は精度は極めて高いが、作動させるために必要な電源が大きすぎて原爆以外では用途が無かった。原爆用としても原爆の重量を大きくしてしまう原因であるため、後にスラッパー起爆式雷管が開発されると使用されることは無くなった。